# 의적 (영화)
"의적"(義賊)은 한국에서 제작된 김도산 감독의 1920년 영화이다. 이기세 등이 주연으로 출연하였고 박승필 등이 제작에 참여하였다.

## 출연

### 주연
- 이기세
- 이응수
- 변기종
- 안광호